# 하이 레졸루션 모델
하이 레졸루션 모델(영어: Hi-Resolution Model, HiRM, 일본어: ハイレゾリューションモデル)은 반다이가 발매하는 프라모델 시리즈의 브랜드로 작품 중의 기체 설정을 "소재의 조합"과 "디자인 어레인지"로 하이 레졸루션(고해상도)화 하는 브랜드이다. MG와 같은 1/100 스케일이며 완성형 프레임에 외장 파츠를 조립하는 제품으로 MG의 고급화 버전이다. 파츠 분할, 디테일, 품질 등의 완성도가 높고, 가격대도 평균적인 MG 가격의 2배 이상인 고가의 건프라이다. 그만큼 건프라 중에서 가성비가 가장 안 좋은 제품군이기도 하다.

## 라인업

### 일반판
다음의 표는 일반판으로 발매된 제품들이다.
| No. | 제품명                                  | 발매일                | 가격 (세금 제외) | 가격 (세금 포함) | 비고 |
| --- | --------------------------------------- | --------------------- | ---------------- | ---------------- | ---- |
| 01  | 건담 발바토스                           | 2016년 3월 26일 발매  | 16,000엔         | 17,600엔         |      |
| 02  | 윙 건담 제로 EW                         | 2017년 9월 30일 발매  | 12,000엔         | 13,200엔         |      |
| 03  | 건담 아스트레이 레드 프레임             | 2018년 11월 23일 발매 | 13,000엔         | 14,300엔         |      |
| 04  | 건담 아스트레이 느와르                  | 2019년 6월 29일 발매  | 16,000엔         | 17,600엔         |      |
| 05  | 갓 건담                                 | 2019년 10월 26일 발매 | 13,000엔         | 14,300엔         |      |
| 06  | 건담 아스트레이 레드 프레임 파워드 레드 | 2022년 3월 12일 발매  | 16,000엔         | 17,600엔         |      |

### 한정판
다음의 표는 한정판으로 발매된 제품들이다.
| No. | 제품명                | 발매일          | 가격 (세금 제외) | 가격 (세금 포함) | 비고                 |
| --- | --------------------- | --------------- | ---------------- | ---------------- | -------------------- |
|     | 건담 발바토스 제6형태 | 2017년 1월 발매 | 17,000엔         | 18,700엔         | 프리미엄 반다이 한정 |
|     | 윙 건담 EW            | 2019년 2월 발매 | 13,500엔         | 14,850엔         | 프리미엄 반다이 한정 |

## 같이 보기
- 건프라
- 마스터 그레이드 (MG)